# 西川さとり
西川 さとり（にしかわ さとり、男性、1974年7月1日 - ）は、エフエム福岡社員・アナウンサー。本名は漢字で「諭」と書く（読み同じ）。

## 経歴
父親が陸上自衛隊隊員だったため、熊本市で生まれた後に転勤に付き従い北海道名寄市で暮らし、中学生の時に福岡県春日市に引っ越した。春日市立春日中学校、福岡県立筑紫高等学校を経て福岡大学卒業後、1997年にエフエム福岡に入社。
入社後は主に編成制作事業部に所属し、アナウンスや番組制作業務に携わる。2009年度は労働組合長も務めた。2010年度より主任アナウンサーとなったが、2015年度改編に伴う人事で営業部へ異動となった。2018年度からアナウンス部に復帰。
実用フランス語技能検定試験4級合格。日商簿記3級合格。

## 担当番組
主なものを挙げる。

### アナウンサー・DJとして
- J-HITS SHOWCASE（? - 2000年9月、月 5:30～6:00 火～金 5:00～6:00）
- SUNDAY FUN!FUN!FUN!（2000年10月 - 2002年3月、日 6:00～8:30）
- BOOM UP! Fukuoka（2001年4月 - 2006年3月、月～木 18:30～20:00）
- フローネV.I.P.（2000年4月 - 2008年3月、火 28:00～29:00）
- STAND UP! MORNING（2006年 - 2013年3月、月～木 6:00～8:00）
- Hyper Night Program GOW!!（2013年4月 - 2015年3月、火 16:00～20:00）
- 杏子のANTENNA CAFE（2002年 - 2014年9月、日 18:00～18:30）
- Moving Monthly Style（2014年2月 - 2015年3月、月 21:30～21:55）
- ハカタカランキン!（2011年3月 - 2015年3月、金 19:00～19:55）
- TREASURE TIMES（2018年4月 - 、土 19:00～19:25）
- 『FM福岡 NEW YEAR SPECIAL 平成カウントダウン2019』[vol.1] 新春"アレモコレモ"MORNING（2019年1月1日、7:30～12:30）
- Today's report（金 12:55～13:00）
- Have Fun!! e-sports（2019年4月 - 2021年3月、木 25:00～25:55）
- ピザクック presents 悠未先生のロングホームルーム（2020年4月 - 、日 18:00～18:30）
- ZERO MORNING(ゼロモニ) （2020年10月 - 、月~木 5:00～5:45/6:00～6:40 金 5:00～6:40）

### ディレクターとして
- HKT48 渡辺通り1丁目FMまどか 〜まどかのまどから〜（2013年4月1日 - 2015年3月31日、月～木 20:30～20:50）
- ライヴのじかん（2011年4月 - 9月8日、第2子妊娠・出産で休んだこはまもとこの代打としてDJ出演）

### Podcast
- スタモニ ポッドキャスト
- 奇声ラッシュ

## エピソード
- 小学5年生の時に、当時の6年生の対立候補を破って児童会長に当選した。
- 中学校在学時は生徒会書記を務め、軟式テニス部に所属していた。
- 福岡大学ではアナウンスメント研究愛好会に所属していた。
- 中西圭三の歌が好き。
- 好物はから揚げ。
- 番組中、リスナーに呼びかける際に「あなたやあなた」という言い回しを多用する。また、時折発する「ワーオ! ワーオ!」のフレーズはネタ的に触れられることもある。